# Poussière d'empire
Poussière d'empire est un film français réalisé par Lam Lê et sorti en 1983.

## Synopsis
Dans les dernières années de l'Indochine française, on suit les parcours d'une nonne et d'un militaire ainsi que d'un combattant Việt Minh prisonnier confie à un évadé un message d'amour pour sa jeune femme enceinte. Le message est transmis à un enfant qui l'inscrit sur un papier, transmet le papier à une Française qui rentre en France avec les maîtres de la femme du prisonnier. 25 ans passent avant que ce message, passé de main en main puis oublié, soit redécouvert à Paris, où la femme du prisonnier habite désormais. Leur fille revient alors au Vietnam, décidée à refaire l'itinéraire de ce papier dispersé au fil de l'histoire tragique de son pays.

## Fiche technique
- Réalisation : Lam Lê
- Scénario : Henry Colomer et Lam Lê
- Dialogues : Henry Colomer et Lam Lê
- Photographie : Gérard de Battista
- Son : François Waledisch
- Musique : Thien Dao Nguyen, Xavier Thibaut
- Décors : Lam Lê et Jacques d'Ovidio
- Montage : Catherine Renault
- Production : FR3 Cinéma, Uranium Films
- Date de sortie :
  -  France : 5 octobre 1983

## Distribution
- Dominique Sanda
- Jean-François Stévenin
- Yann Roussel
- Hoang Lan : le combattant Việt Minh prisonnier
- Anne Canovas
- Myriam Mézières

## Production
Le tournage du film a lieu quatre semaines au Viêt Nam pour les extérieurs, puis huit semaines en studio à Paris. Deux jours de tournage ont également lieu dans les Pyrénées-Orientales à Port-Barcarès, sur le paquebot ensablé du Lydia.